# Имманентность
Имманентность (лат. immanens, «пребывающий внутри») — это учение о проявлении божественного в материальном мире, которое поддерживается некоторыми философскими и метафизическими теориями о божественном присутствии. Имманентность в качестве учения обычно используют разнообразные конфессии, относящиеся к монотеизму, пантеизму, пандеизму или панентеизму для объяснения связи духовного мира с обыденным. Имманентность противопоставляется теориям трансцендентности, в которых божественное выносится вне рамок сотворенного сущего.
Имманентность как философское понятие было видоизменено Кантом и стало включать познаваемость на основе личного опыта. Таким образом всё, что человек воспринимает при помощи своих органов чувств — имманентно.

## Религии
Основные религии прикладывают значительные усилия, пытаясь объяснить связь между имманентностью и трансцендентностью, но делают это по-разному, например:
- отказ от имманентности как характеристики трансцендентного бога (распространено в авраамических религиях).
- включение имманентных богов в трансцендентное существование (например, Брахман в Индуизме)
- попытки ответить на вопрос о трансцендентности через имманентность.

## Древнегреческая философия
Другим значением имманентности является качество внутреннего содержимого, остающегося в границах человека, мира или разума. Это значение более распространено в христианской и другой монотеистической теологии, в которой считается, что единый Бог превосходит своё творение.
Пифагореизм говорит, что нус — это разумный принцип мира, действующего с определённым намерением . Это божественная причина, рассматриваемая в неоплатонизме как первая эманация божественного. Из Нус возникает мировая душа, которая декларирует рождение царства. Далее пифагореизм говорит, что Бог — это Отец, Мать и Сын (Зевс). В сознании Зевса идеи чётко сформулированы и становятся Логосом, с помощью которого он создаёт мир. Эти идеи становятся активными в сознании (Нус) Зевса. С ним сила, а от него нус. Теология пифагорейцев также объясняет, что Зевса называют Демиургом (Dêmiourgos, Создатель), Создателем (Poiêtês) и Мастером (Technitês). Нус Демиурга выходит наружу и проявляет себя как живые идеи. А они, в свою очередь, порождают род человеческих душ. Компонентами души являются: 1) высшая душа, обитель интуитивного ума (божественного нуса); 2) разумная душа (logistiko)(место дискурсивного разума/дианоия); 3) нерациональная душа (алогия), ответственная за чувства, аппетиты и движения. Зевс мыслит сформулированные идеи (Логос). Идея идей (Eidos — Eidôn) обеспечивает модель Парадигмы Вселенной, которую Демиург рассматривает в своём изложении идей и создании мира в соответствии с Логосом.
Тантрический буддизм и Дзогчен создают недвойственную основу как для опыта, так и для реальности, которую можно рассматривать как экспозицию философии имманентности, которая имеет историю на субконтиненте Индии с начала нашей эры до настоящего времени. Парадоксальное недвойственное осознание или ригпа (тибетский — видья на санскрите) — считается «самосовершенствованным состоянием» всех существ. Научные работы отличают эти традиции от монизма. Говорят, что недвойственный не является имманентным и не трансцендентным, ни тем, ни другим. Одна классическая экспозиция — опровержение Мадхьямака крайностей, которые выдвигал адепт-философ Нагарджуна.
Экспоненты этой недвойственной традиции подчёркивают важность непосредственного опыта недвойственности посредством медитативной практики и философских исследований. В одной версии, человек поддерживает осознанность, когда мысли возникают и растворяются в «поле» ума, он не принимает и не отвергает их, скорее он позволяет уму блуждать, как будет, пока не возникнет тонкое чувство имманентности. Випассана или прозрение — это интеграция «присутствия осознанности» с тем, что возникает в уме. Говорят, что недвойственность или ригпа — это признание того, что как тихое, спокойное пребывание в состоянии, которое встречается в саматхе, так и движение или возникновение явлений, обнаруживаемых в випассане, не являются отдельными. Таким образом, можно утверждать, что Дзогчен — это метод признания «чистой имманентности», аналогичный тому, о чём теоретизировал Делёз.

## Иностранная философия
Джордано Бруно, Спиноза и, возможно, Георг Фридрих Гегель противопоставляли философию имманентности и философию трансцендентности, такую как томизм или аристотелевская традиция. «Трансцендентальная» критика Канта может быть противопоставлена «имманентной диалектике» Гегеля.
Жиль Делёз квалифицировал Спинозу как «принца философов» для своей теории имманентности, которую закончил Спиноза «Deus sive Natura» («Бог или природа»). Такая теория считает, что в мире нет трансцендентного принципа или внешней причины и что процесс производства жизни содержится в самой жизни. В сочетании с идеализмом, теория имманентности квалифицируется от «мира» до отсутствия внешнего основания ума. 